# Dictyophara okinawensis
Dictyophara okinawensis är en insektsart som beskrevs av Matsumura 1906. Dictyophara okinawensis ingår i släktet Dictyophara och familjen Dictyopharidae. Inga underarter finns listade i Catalogue of Life.